# Charlieu
Charlieu is een gemeente in het Franse departement Loire (regio Auvergne-Rhône-Alpes). Charlieu telde op 1 januari 2022 3.703 inwoners. De plaats maakt deel uit van het arrondissement Roanne.
In Charlieu ligt de voormalige benedictijnerpriorij Saint-Fortuné. De resterende gebouwen van de abdij, vanaf 1040 een priorij, werden in 1862 beschermd als historisch monument.

## Geschiedenis
Al in de Gallo-Romeinse tijd lag hier een belangrijk kruispunt waar de weg tussen tussen Parijs en Lyon die tussen de Loire en de Saône kruiste.
De abdij van Saint-Fortuné werd gesticht rond 875 op initiatief van Boso van Provence en de bisschop van Valence. In de 10e eeuw kwam de abdij onder invloed van Cluny. De plaats Charlieu werd voor het eerst genoemd in 994. De plaats werd gesticht vanuit de abdij op het oude kruispunt. Charlieu bloeide door de handel en de nijverheid. In 1207 verkreeg Charlieu een stadscharter van zijn heer, de prior van Saint-Fortuné. In 1250 kwam het tot een openlijke revolte van de burgers tegen de prior die pas na tien jaar en na tussenkomst van de Franse koning beëindigd werd.
Door zijn ligging aan de grens met het hertogdom Bourgondië was Charlieu belangrijk voor de Franse koningen. In 1180 liet koning Filips II een stadsmuur bouwen en in de 13e eeuw kwamen er nieuwe versterkingen. In de burgeroorlog tussen de Armagnacs en Bourguignons in de 15e eeuw was Charlieu strategisch belangrijk. Deze strijd en het verleggen van de weg tussen Parijs en Lyon naar het westen betekende het einde van de bloei van de stad. In 1790 werd de priorij gesloten twee jaar later werden de laatste monniken verjaagd. Rond 1800 werd de Saint-Fortunékerk afgebroken.
Pas in de 19e eeuw leefde Charlieu economisch weer op. In 1827 werd er een zijdeweverij geopend.

## Geografie
De oppervlakte van Charlieu bedroeg op 1 januari 2022 6,7 vierkante kilometer; de bevolkingsdichtheid was toen 552,7 inwoners per km². De gemeente ligt in de vallei van de Sornin, een zijrivier van de Loire.
De onderstaande kaart toont de ligging van Charlieu met de belangrijkste infrastructuur en aangrenzende gemeenten.

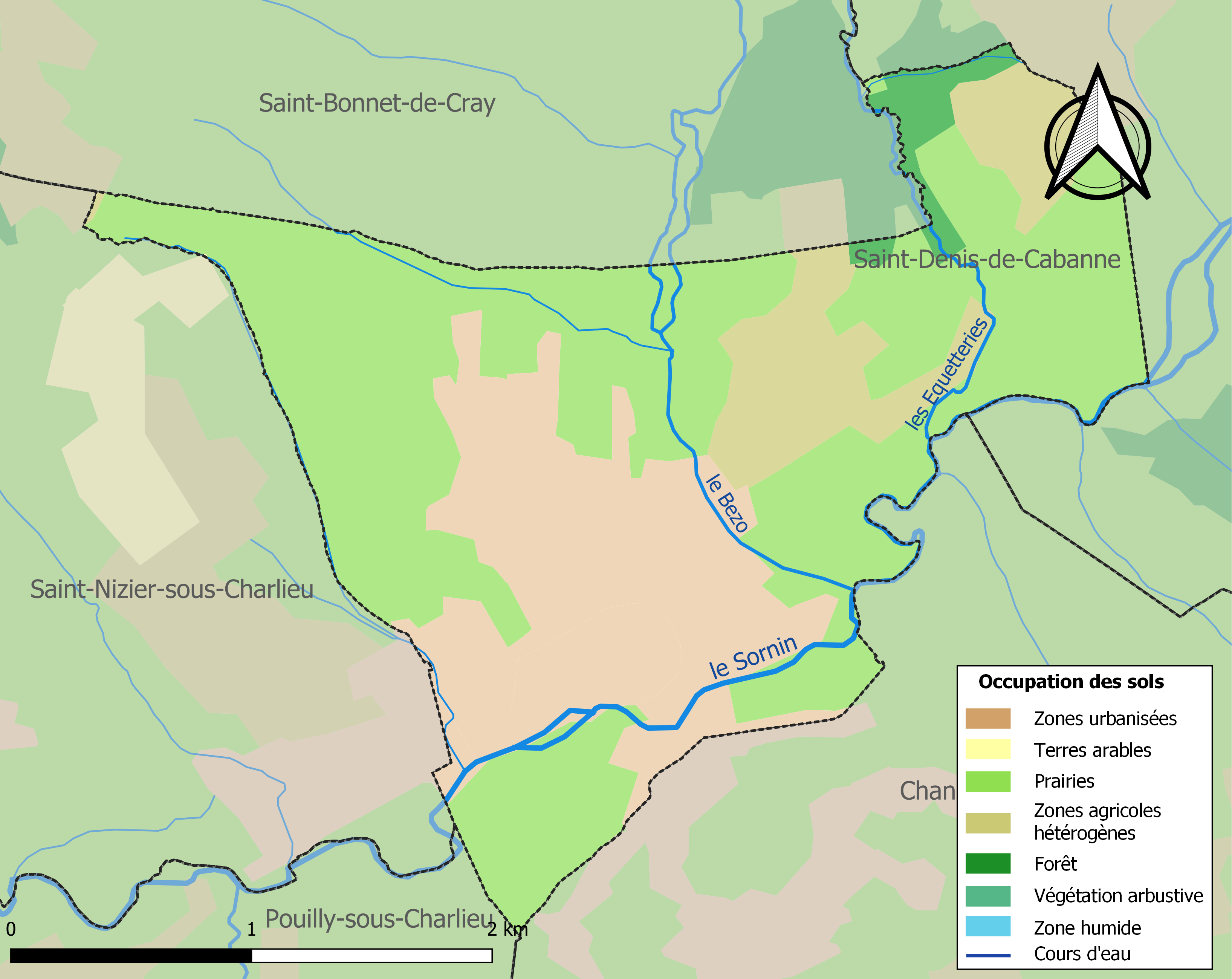

## Demografie
Onderstaande figuur toont het verloop van het inwonertal (bron: INSEE-tellingen).

## Bezienswaardigheden
De kerk van de priorij werd grotendeels afgebroken na de Franse Revolutie. Er rest de facade en een travee. De fundamenten van de drie opeenvolgende kerken die hier gebouwd werden, zijn bewaard gebleven en opgegraven in het eerste kwart van de 20e eeuw. Andere delen van de priorij zijn beter bewaard: het klooster en het paleis van de prior.
De Saint-Philibertkerk was de parochiekerk van Charlieu. De kerk werd gebouwd aan het begin van de 13e eeuw en uit deze tijd stamt het koor. Het schip is 14e-eeuws en de zijkapellen stammen uit de 16e en 17e eeuw. Binnenin heeft de kerk een beschilderd houten koorgestoelte uit de 15e eeuw. In 2001 werd de kerk gerestaureerd.

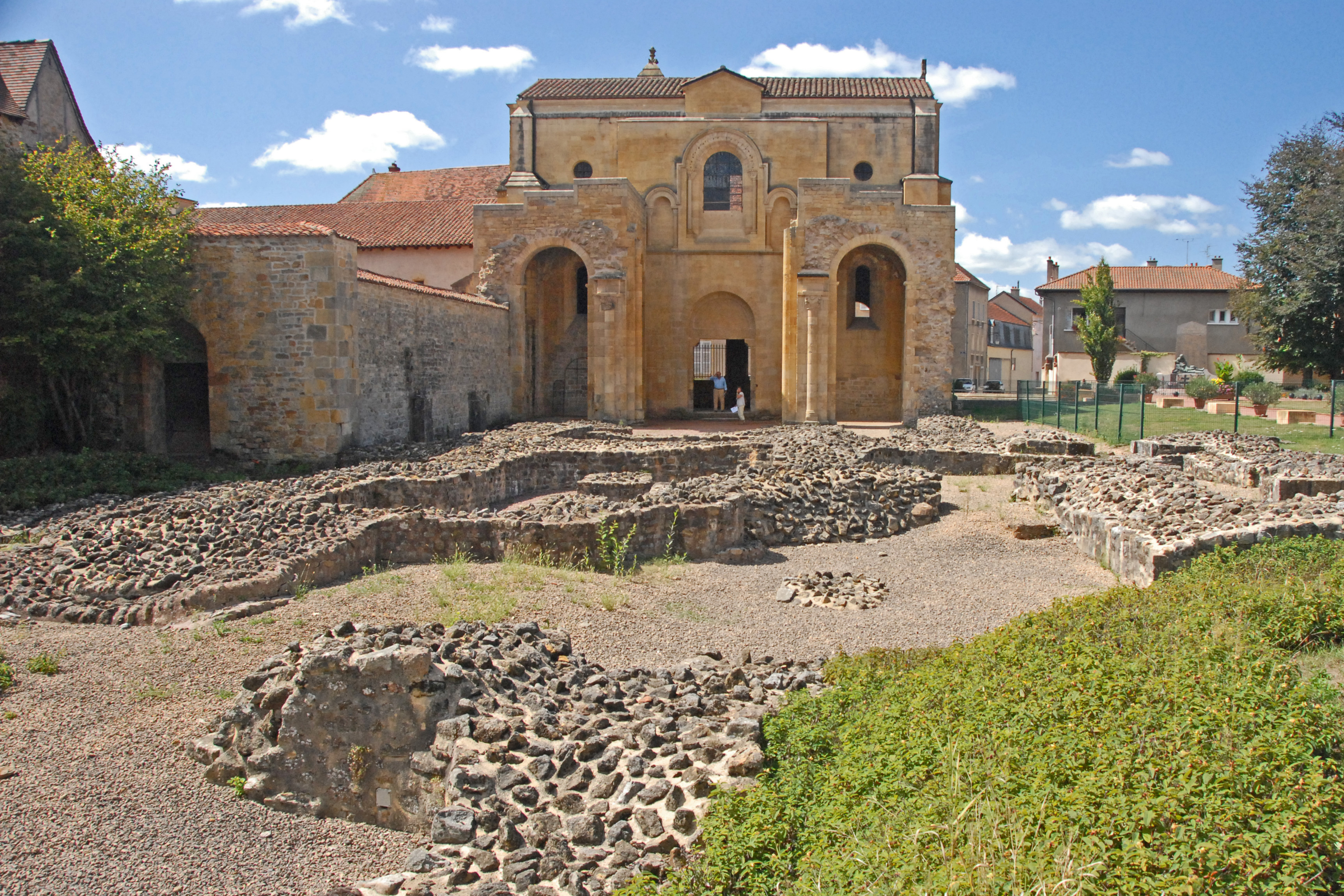
Resten van de kerk van de priorij
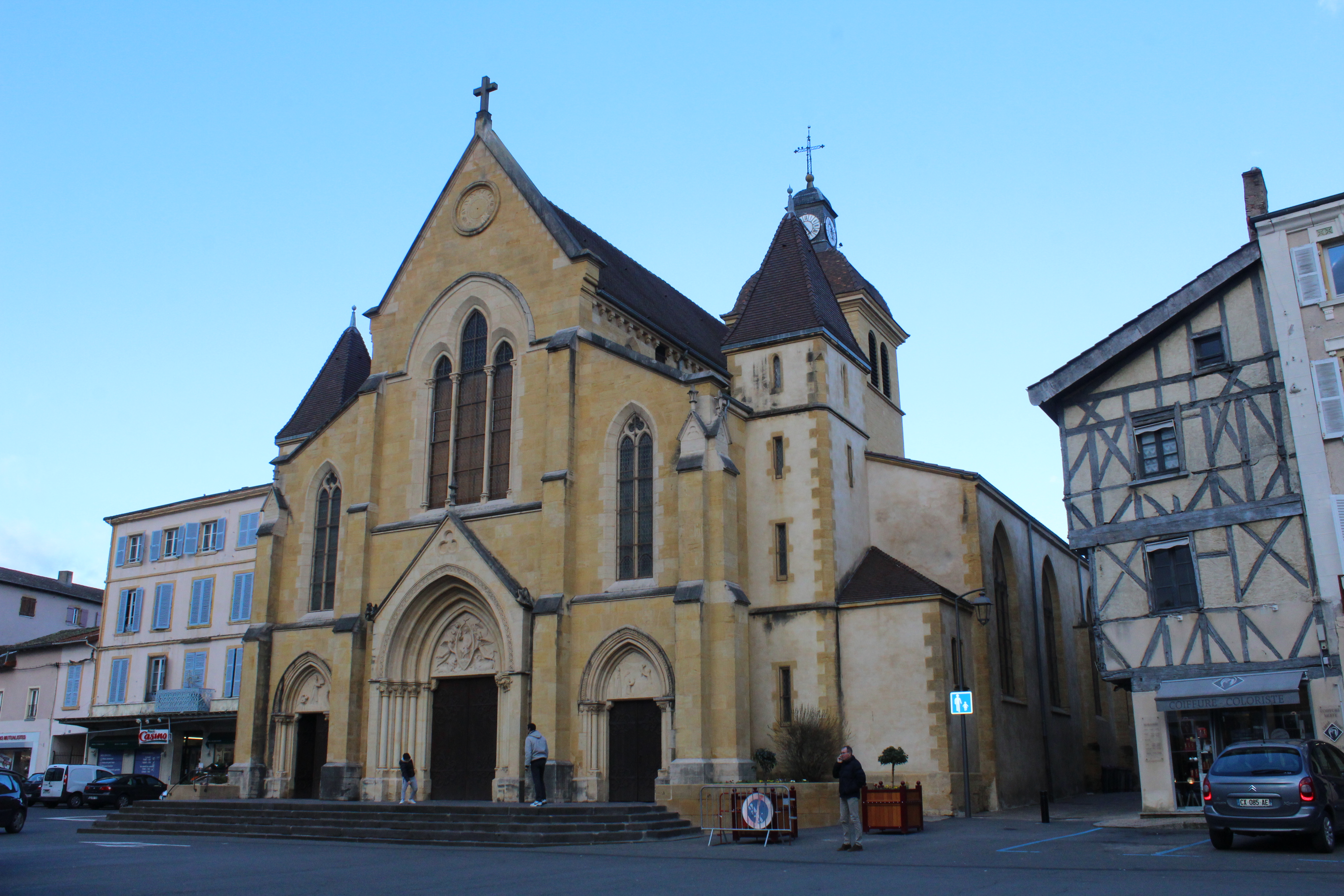
Saint-Philibertkerk
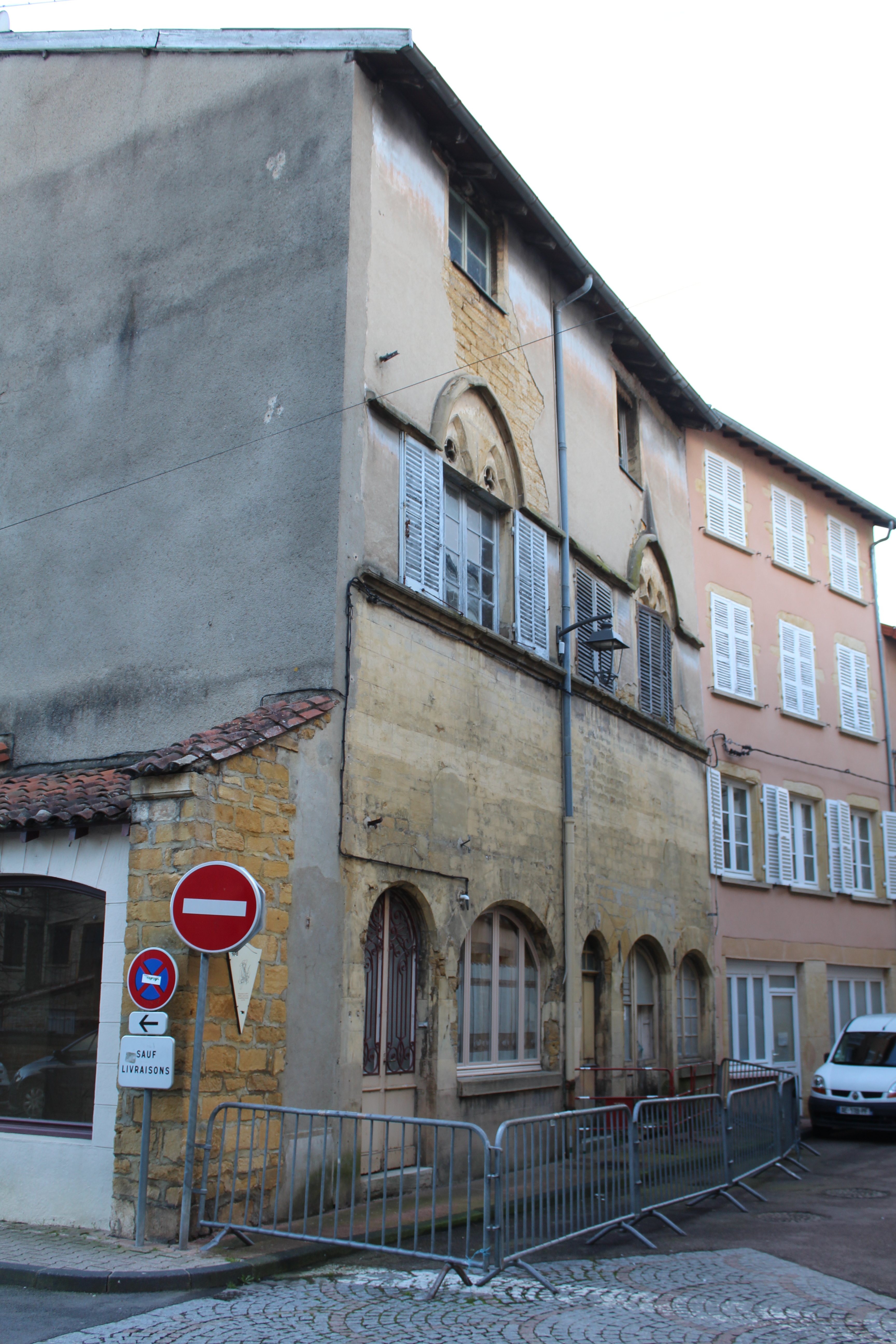
Grenier à sel
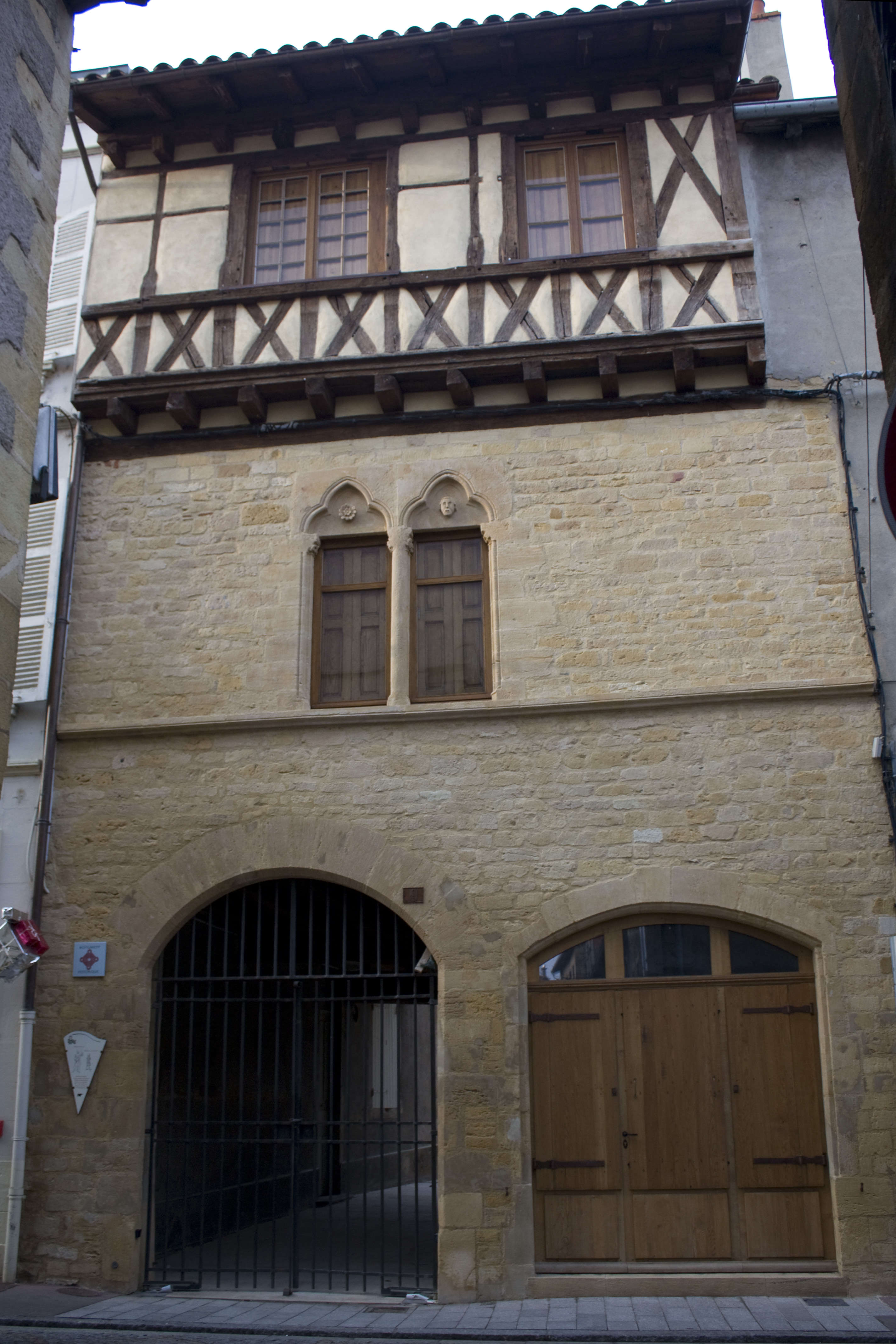
Hôtel des Armagnacs